# 三鷹市立第一小学校
三鷹市立第一小学校（みたかしりつだいいちしょうがっこう）は、東京都三鷹市にある小学校。三鷹一小、一小とも言われている。

## 沿革
- 明治5年5月 牟礼村山崎618に時習校開校
- 明治6年4月 新川本村に仙流校開校
- 明治7年2月 新川1028に明月校開校
- 明治25年12月 時習校・仙流校・明月校合併し，牟礼村古判塚に北多摩郡東三鷹尋常小学校開校[1]。 児童数170名。
- 明治35年6月 北多摩郡東三鷹尋常高等小学校と改称。
- 明治37年12月 現在地（新川812）に新校舎落成。
- 昭和13年7月 下連雀35に分教場開設。
- 昭和16年4月 三鷹第一国民学校と改称。
- 昭和19年1月 分教場独立し三鷹第四小学校となる。
- 昭和22年4月 三鷹町立三鷹第一小学校と改称。
- 昭和25年1月 三鷹第五小学校開校。
- 昭和28年4月 三鷹市立三鷹第一小学校と改称。三鷹第六小学校開校。
- 昭和34年5月 高山小学校開校。
- 昭和37年4月 中原小学校開校。
- 昭和41年4月 三鷹市立こじか幼稚園併設。
- 昭和45年4月 北野小学校開校。
- 昭和63年3月 こじか幼稚園が新川6-7-8に移転。
- 平成20年4月 東三鷹学園開園により、東三鷹学園三鷹市立第一小学校に改称。

## 特色
2008年より三鷹市立第六中学校、三鷹市立北野小学校と共に三鷹市立第6中学区小中一貫校の「東三鷹学園」を開校した。
また、東三鷹学園という名前は一小の以前の名称「東三鷹尋常高等小学校」から引用している。

## 周辺
- 人見街道
- 東八道路
- 新川児童公園
- 三鷹市立第六中学校
- 三鷹市立北野小学校

## 所在地
- 東京都三鷹市新川6丁目4番32号

## 交通アクセス
- JR東日本中央線吉祥寺駅下車
- 小田急バス 吉02 三鷹第一小学校前 徒歩約1分
- 京王線・京王相模原線調布駅下車
- 小田急バス 吉06新川通り・新川下車 徒歩約3分
- 小田急バス 吉05新川下車 徒歩約3分
- 吉祥寺駅下車
- 小田急バス 吉01・吉03・吉04・吉05・吉06・吉07・吉15新川下車 徒歩約3分
- 京王線仙川駅下車

小田急バス吉03 新川下車 徒歩約3分
小田急バス鷹54 新川通り下車 徒歩約3分
- 京王線千歳烏山駅下車

小田急バス吉02 三鷹第一小学校前下車 徒歩約1分
- 中央線三鷹駅下車

小田急バス鷹54・55新川通り下車 徒歩約3分
みたかシティバス北野行き・三鷹台駅行き三鷹第一小学校前下車 徒歩約1分